# Scream (band)
Scream is een hardcorepunkband uit Washington.

## Leden
Multi-instrumentalist Dave Grohl heeft vanaf zijn zeventiende als drummer in Scream gespeeld, toen zijn moeder Virginia Grohl hem van school liet gaan. Ook Robert Lee Davidson (gitaar, achtergrondzang), James Robbins (bas) en John S. Pappas (drums) maakten deel uit van Scream. Op tournee gingen Bobby Madden op keyboard en Ben Pape op bas mee.
De leden van Scream zijn:
- Peter Stahl - zang
- Franz Stahl - gitaar en achtergrondzang
- Skeeter Thompson - bas en achtergrondzang
- Kent Stax - drums en percussie
- Clint Walsh - gitaar

Kent Stax overleed in september 2023 op 61-jarige leeftijd.

## Discografie
Studioalbums
- Still Screaming (1983), Dischord Records
- This Side Up (1985), Dischord Records
- Banging the Drum (1986), Dischord Records
- No More Censorship (1988), RAS Records
- Fumble (1993), Dischord Records

Verzamelalbums
- Still Screaming/This Side Up (1995), Dischord Records
- Fumble + Banging the Drum (1995), Dischord Records

Livealbums
- Live at Van Hall (1988), Konkurrent Records
- Your Choice Live Series Vol. 10 (1990), Your Choice Records
- Live at the Black Cat (1998), Torque Records
- Complete Control Recording Sessions (2011), SideOneDummy Records

Singles
- Walking by Myself/Choke Word (1986), Jungle Hop Records
- Mardi Gras/Land Torn Down (1990), DSI Records

Nummers op compilatiealbums
- "Bouncing Babies" (1984), Fountain of Youth Records – "Ultra Violence/Screaming"
- "Flipside Vinyl Fanzine" (1984), Gasatanka/Enigma Records – "Fight"
- "Another Shot for Bracken" (1986), Positive Force Records – "Green Eyed Lady"
- "F.R. 5" (1986), Fetal Records – "Solidarity"
- "Viva Umkhonto!" (1987), Mordam/Konkurrel Records – "Feel Like That"
- "State of the Union" (1989), Dischord Records – "Ameri-dub"
- "It's Your Choice" (1991), Your Choice Records – "A No Money Down" (live)
- "20 Years of Dischord" (2003), Dischord Records – "Fight/American Justice" and "Search for Employment"